# Burg Anhalt
Burg Anhalt is een middeleeuwse kasteelruïne in het oosten van de Harz. De ruïne ligt in de gemeente Harzgerode, in de Duitse deelstaat Saksen-Anhalt. Het kasteel werd waarschijnlijk rond 1123 gebouwd in opdracht van graaf Otto van Ballenstedt, een vorst uit de dynastie van de Ascaniërs. De naam Anhalt is afgeleid van het kasteel.